# Selenia alpestris
Selenia alpestris là một loài bướm đêm trong họ Geometridae.